# Aus Kohle und Stahl
Aus Kohle und Stahl ist ein Labelsampler des Dortmunder Hip-Hop Labels Kopfnussmusik, welches am 9. Mai 2014 erschien. Beteiligt an dem Labelsampler waren die Rapper Reece, M.I.K.I und Sonikk.

## Promophase
Das Album wurde vor allem über Soziale Netzwerke beworben. Auf YouTube erschienen fünf Videoauskopplungen. Zwei Lieder wurden ohne Video auf YouTube veröffentlicht.

## Inhalt
Passend zum Titel behandeln die Rapper Themen aus ihrem Leben im Ruhrgebiet. Dabei setzen sie sich mit ihrer Heimat, Fußball und sozialen Problemen auseinander. Die Emotionasspanne reicht von traurigen Erinnerungssongs bis hin zu aggressivem Straßenrap.

## Covergestaltung
Auf dem blau gehaltenem Cover sieht man den Förderturm einer Zeche und ein Industriegebäude. Unten steht ein großer Kopfnussmusik-Schriftzug. Darunter findet man den Albumnamen.

## Gastbeiträge
Auf einem Song findet man eine Gastmusikerin: Jo Marie singt in Eines Tages mit.

## Titelliste
| #  | Titel                                | Interpreten            | Gastmusiker       | Länge |
| -- | ------------------------------------ | ---------------------- | ----------------- | ----- |
| 1  | Ruhrpott                             | M.I.K.I, Reece, Sonikk |                   |       |
| 2  | Datt is Dortmund                     | M.I.K.I, Reece, Sonikk |                   |       |
| 3  | Bauarbeiter                          | M.I.K.I, Reece, Sonikk |                   |       |
| 4  | Anti Redbull                         | M.I.K.I                |                   |       |
| 5  | Kind der 90er                        | M.I.K.I, Reece, Sonikk |                   |       |
| 6  | Alles für BVB                        | M.I.K.I, Reece, Sonikk |                   |       |
| 7  | Das ist Hip-Hop                      | Reece                  |                   |       |
| 8  | Richtung Sonne                       | M.I.K.I, Reece         |                   |       |
| 9  | Alles was bleibt                     | M.I.K.I, Reece         |                   |       |
| 10 | Graues Eis                           | Sonikk                 |                   |       |
| 11 | Whiskeyglas                          | M.I.K.I, Reece, Sonikk |                   |       |
| 12 | Eines Tages                          | M.I.K.I                | Jo Marie Dominiak |       |
| 13 | Kein Bock                            | Reece, Sonikk          |                   |       |
| 14 | Hallo Facebook                       | Reece                  |                   |       |
| 15 | Du bist tot                          | Sonikk                 |                   |       |
| 16 | Zamhoe                               | Sonikk                 |                   |       |
| 17 | Datt is Dortmund (Anti 03+1 Version) | M.I.K.I, Reece, Sonikk |                   |       |

## Erfolg
Der Labelsampler stieg in der Chartswoche 22/2014 auf Rang 15 der Compilation-Charts ein.